# Ніколае Джосан
Ніколае Джосан (рум. Nicolae Giosan; 30 грудня 1921, Дримбар, Румунія — 31 липня 1990, Бухарест) — румунський вчений у галузі рослинництва. 

## Біографія
Народився 30 грудня 1921 в Дримбарі. 1940 вступив до Клузького університету, який закінчив 1945. 1952 влаштувався працювати відразу ж в два заклади — Клузький і Бухарестський сільськогосподарські інститути, де з 1953 по 1969 був викладачем. Пізніше керував кількома найбільшими НДІ Румунії.

## Наукові роботи
Основні наукові роботи присвячені генетиці, селекції та насінництву сільськогосподарських рослин.

## Членство в спільнотах
- 1969-1974 — Президент Румунської академії сільськогосподарських і лісових наук.
- 1972-1992 — Іноземний член ВАСГНІЛ.
- 1973-? — Член-кореспондент Румунської Академії наук.
- 1974-? — Член Румунської академії сільськогосподарських і лісових наук.

## Вибрані твори
- Н. Джосан «Основи генетики», 1972.